# Rami Hamdallah
Rami Hamdallah (Anabta, 10 agosto 1958) è un politico e linguista palestinese, Primo ministro dello Stato di Palestina dal 6 giugno 2013 al 14 aprile 2019.

## Biografia
Rami Hamdallah si è laureato in lingua inglese nel 1980 presso l'università di Giordania. Dopo la laurea si è trasferito nel Regno Unito per continuare i propri studi nel campo della linguistica presso l'università di Manchester e di Lancaster. Dal 1982 svolge attività didattica presso l'università di Nablus, divenendone nel 1998 rettore.